# Ma Jian (basket-ball)
Dans ce nom, le nom de famille, Ma, précède le nom personnel.
Pour les articles homonymes, voir Ma Jian.
Ma Jian, (en chinois : 馬健), né le 20 août 1969 à Shijiazhuang en Chine, est un ancien joueur chinois de basket-ball. Il évolue durant sa carrière au poste d'ailier fort.